# Karl Friedrich Steinberg
Karl Friedrich Steinberg (ur. 22 października 1897 w Alzendorf, zm. 4 listopada 1950) – zbrodniarz nazistowski, członek załogi niemieckiego obozu koncentracyjnego Auschwitz-Birkenau i SS-Unterscharführer.
Był weteranem I wojny światowej. Członek załogi Auschwitz-Birkenau od kwietnia 1941 do 1944, gdzie kierował między innymi jednym z krematoriów w Brzezince. Odpowiedzialny był za gazowanie Żydów i innych więźniów obozu w komorach gazowych. Oprócz tego brał udział w masowych egzekucjach przez rozstrzelanie i znęcał się nad więźniami.
9 czerwca 1950 został skazany na karę śmierci przez wschodnioniemiecki sąd w Chemnitz. Wyrok zatwierdził 3 lipca 1950 sąd apelacyjny w Dreźnie. Steinberg został stracony przez śmiertelny zastrzyk w początkach listopada 1950.